# Quest
En quest (oversat til søgen) i computerrollespil, inklusiv i MMORPGer, er en opgave som en spiller eller grupper af spillere kan få en belønning for at fuldføre. Belønningen kan være en stigning i spillerens erfaring, for at lære nye færdigheder og evner, skatte, in-game valuta så som guldmønter, adgang til nye steder eller områder, eller en kombination af ovenstående.
Quests er typisk inddelt i en af fire kategorier: Dræber opgaver, indsamlings opgaver, leverings opgaver og ledsagelses opgaver. Quests kan være knyttet sammen sådan at de former en serie eller kæde. På denne måde bruges questene til at give spillere yderligere informationer om baggrunden for spillerens figur. Denne mekanisme bruges også til at fremme den historie eller det plot, som spillet måtte have.